# Hans Steindl
Hans Steindl (* 2. September 1949 in Burghausen) ist ein deutscher Kommunalpolitiker und war von 1990 bis 2020 Erster Bürgermeister der Stadt Burghausen. Seit 1972 ist er Mitglied des Kreistags im Landkreis Altötting, seit 1994 als Fraktionsvorsitzender der SPD.

## Werdegang
Hans Steindl wuchs in Burghausen auf, machte im Jahr 1969 sein Abitur am Aventinus-Gymnasium Burghausen und absolvierte anschließend 18 Monate Grundwehrdienst bei den Gebirgsjägern in Traunstein. Anfang der 1970er Jahre studierte er Sport und Geschichte an der Ludwig-Maximilians-Universität München sowie Politikwissenschaften am Geschwister-Scholl-Institut der Universität. Nach seiner Referendariatszeit unter anderem in Nürnberg und Rosenheim kam er 1978 zurück nach Burghausen. Dort unterrichtete er bis 1990 als Oberstudienrat im Aventinus-Gymnasium Sport, Sozialkunde und Geschichte. Steindl ist seit 1979 verheiratet und hat zwei Söhne.

## Politische Laufbahn
Steindl wurde bereits im Alter von 22 Jahren in den Burghauser Stadtrat und in den Kreisrat des Landkreises Altötting gewählt. In den Jahren davor war er als so genannter „roter Rebell“ neben seinem vielfältigen kommunalen Engagement unter anderem als einer der Hauptinitiatoren des Freizeitheims Burghausen in Erscheinung getreten, einem der ältesten selbstverwalteten Jugendzentren Deutschlands, das bis heute besteht.
Nach jahrelanger kommunalpolitischer Arbeit und einer erfolglosen Kandidatur 1984 wurde Steindl in einer Stichwahl am 1. April 1990 knapp zum Ersten Bürgermeister der Stadt Burghausen gewählt. In den drei folgenden Kommunalwahlen 1996, 2002 und 2008 wurde er jeweils in seinem Amt bestätigt und konnte seinen Stimmenanteil kontinuierlich ausbauen. Von 2008 bis 2014 hatte er mit der SPD die absolute Mehrheit im Burghauser Stadtrat.
In seine Regierungszeit fallen unter anderem die Gründung der städtischen Wohnungsbaugesellschaft BUWOG 1992, die Gründung der Athanor Akademie für Darstellende Kunst 1995, der Bau eines Bürgerhauses im Jahr 2000, die bayerische Landesgartenschau 2004 und die gemeinsame Landesausstellung des Freistaates Bayern und des Landes Oberösterreich 2012. Erwähnenswert sind weiter die Verkehrsberuhigung der historischen Altstadt, der Ausbau des öffentlichen Nahverkehrs, die Schaffung neuer Wohn- und Gewerbegebiete in der Neustadt sowie eine aktive Kulturpolitik.
Im März 2014 kandidierte Steindl erneut als Erster Bürgermeister, gab jedoch an, dass dies seine letzte Kandidatur für das Bürgermeisteramt sein werde; ein weiteres Mal werde er nicht mehr kandidieren. Steindl wurde mit einem Stimmenanteil von 84 % wiedergewählt und im Amt bestätigt. Bei der Wahl 2020 wurde Florian Schneider (SPD) zu seinem Nachfolger als Bürgermeister von Burghausen gewählt.
Im Jahr 2014 setzte sich Steindl für den Erhalt des Kreiskrankenhauses Burghausen und für ein Bürgerbegehren zum Erhalt ein. Im März 2015 stimmten die wahlberechtigten Bürger des Landkreises Altötting in einem Bürgerbegehren für den Erhalt des Klinikums Burghausen; dies wurde insbesondere auch als Erfolg für Steindls Politik gewertet.
Überregional bekannt wurde Steindl nicht zuletzt durch die Gewährung von Weihnachtsbeihilfe auf freiwilliger Basis („Weihnachtsgeld“) für Arbeitslosengeld-II-Empfänger Ende 2005 und als begeisterter Anhänger der Fußballabteilung des SV Wacker Burghausen, dessen Präsident er von 2009 bis Dezember 2011 war.
Seit dem Jahr 2016 ist Hans Steindl Ehrensenator der Technischen Universität München. Die Universität würdigte damit seine außergewöhnlichen Verdienste bei der Einrichtung des neuen Akademiezentrums im historischen Kloster Raitenhaslach. Die Stadt Burghausen wurde dadurch dauerhaft ein Akademiestandort der TU München.

## Ehrungen
Er erhielt die Bayerische Verfassungsmedaille in Silber des Jahres 2019. Im Jahr 2020 wurde Hans Steindl der Altbürgermeister-Titel verliehen.